# Eratomyia magnifica
Eratomyia magnifica är en tvåvingeart som beskrevs av Dalton de Souza Amorim och Rindal 2007. Eratomyia magnifica ingår i släktet Eratomyia och familjen Rangomaramidae.
Artens utbredningsområde är Ecuador. Inga underarter finns listade i Catalogue of Life.